# James D. Hornfischer
 (juin 2024).
Si vous disposez d'ouvrages ou d'articles de référence ou si vous connaissez des sites web de qualité traitant du thème abordé ici, merci de compléter l'article en donnant les références utiles à sa vérifiabilité et en les liant à la section « Notes et références ».
James D. Hornfischer (né le 18 novembre 1965 dans le Massachusetts et mort le 2 juin 2021) est un agent littéraire et historien maritime américain.
Ancien éditeur chez HarperCollins à New York, Hornfischer est président de Hornfischer Literary Management, une agence littéraire basée à Austin dans le Texas.

## Formation
Hornfischer est étudiant de l'université Colgate (1987) où il est membre de l'association Phi Beta Kappa et diplômé avec mention très bien en allemand. Il est diplômé en droit de l'université du Texas à Austin en 2001.

## Carrière
L'agence littéraire de Hornfischer, membre non actif du barreau du Texas (State Bar of Texas (en)), représente des auteurs d'ouvrages documentaires dans divers domaines, dont l'actualité, l'histoire, la politique, la biographie, les entreprises et la vulgarisation scientifique entre autres. Parmi ses clients figurent David Bellavia (en), James Bradley, H. W. Brands (en), Fred Burton (en), Susannah Charleson, Brandon Friedman (en), George Friedman, William H. Goetzmann, Don Graham, James L. Haley (en), Woody Holton (en), Annie Jacobsen, le gouverneur Rick Perry, Ron Powers (en), Roy Spence (en), Barrett Tillman (en) et autres. Il est membre de la Authors Guild et du Texas Institute of Letters (en) et fait partie du conseil consultatif de la Mayborn Literary Nonfiction Conference, parrainée par l'école de journalisme Mayborn Graduate de l'Université de North Texas. Il écrit pour le Smithsonian, le Wall Street Journal et autres périodiques.

## Ouvrages
- The Last Stand of the Tin Can Sailors (en) : The Extraordinary World War II Story of the U.S. Navy's Finest Hour (Bantam Books, 2004; édition de poche, 2005)  (ISBN 0-553-80257-7)
- Ship of Ghosts: The Story of the USS Houston, FDR's Legendary Lost Cruiser and the Epic Saga of Her Survivors (Bantam Books, 2006; édition de poche, 2007).  (ISBN 0-553-80390-5)
- Neptune's Inferno: The U.S. Navy at Guadalcanal (Bantam Books, 2011).  (ISBN 978-0-553-80670-0)
- Service: A Navy SEAL at War with Marcus Luttrell (Little, Brown and Company, 2012).  (ISBN 978-0-316-18536-3)

## Prix et récompenses
- Prix Samuel Eliot Morison du Naval Order of the United States pour The Last Stand of the Tin Can Sailors
- United States Maritime Literature Award pour Ship of Ghosts

## Présence dans les médias
- Wall Street Journal review of Neptune's Inferno
- Interview with James D. Hornfischer at the Pritzker Military Museum & Library (en)
- Hornfischer on Neptune's Inferno at the Pritzker Military Museum & Library
- USA Today review of Ship of Ghosts
- Rocky Mountain News review of Ship of Ghosts

## Source de la traduction
- (en) Cet article est partiellement ou en totalité issu de l’article de Wikipédia en anglais intitulé « James D. Hornfischer » (voir la liste des auteurs).